# Вирув (Лодзинське воєводство)
Вирув (пол. Wyrów) — село в Польщі, у гміні Бедльно Кутновського повіту Лодзинського воєводства.
Населення — 42 особи (2011).
У 1975—1998 роках село належало до Плоцького воєводства.

## Демографія
Демографічна структура станом на 31 березня 2011 року:
|          | Загалом | Допрацездатний вік | Працездатний вік | Постпрацездатний вік |
| -------- | ------- | ------------------ | ---------------- | -------------------- |
| Чоловіки | 24      | 5                  | 16               | 3                    |
| Жінки    | 18      | 3                  | 7                | 8                    |
| Разом    | 42      | 8                  | 23               | 11                   |